# بيدرو ماركيز (لاعب كرة قدم)
بيدرو ماركيز هو لاعب كرة قدم برتغالي في مركز الوسط، ولد في 25 أبريل 1998. لعب مع سبورتينغ لشبونة ب.

## وصلات خارجية
- بيدرو ماركيز (لاعب كرة قدم) على موقع قاعدة بيانات كرة القدم.إي يو (الإنجليزية)
- بيدرو ماركيز (لاعب كرة قدم) على موقع Soccerway.com (الإنجليزية)
- بيدرو ماركيز (لاعب كرة قدم) على موقع عالم كرة القدم.نت (الإنجليزية)